# Antifragilité
L'antifragilité est une propriété des systèmes qui se renforcent lorsqu'ils sont exposés à des facteurs de stress, des chocs, de la volatilité, du bruit, des erreurs, des fautes, des attaques, ou des échecs. C'est un concept développé par le Professeur Nassim Nicholas Taleb dans son livre Antifragile et dans des articles de recherche,. Comme Taleb l'explique dans son livre, l'antifragilité est fondamentalement différente des concepts de résilience (la capacité à se remettre d'un échec) et de robustesse (la capacité de résister à l'échec). Le concept a été appliqué dans l'analyse des risques,, la physique, la biologie moléculaire,, la planification des transports,, l'ingénierie,,, l'aéronautique (NASA) et l'informatique,,,.
Taleb la définit comme suit dans la revue Nature :
« En quelques mots, l'antifragilité se définit comme la réponse convexe à un facteur de stress ou à une source de nuisance (dans une certaine mesure), se traduisant par une sensibilité positive à l'accroissement de la volatilité (ou variabilité, stress, dispersion, incertitude, et tout ce que l'on associe au champ lexical du désordre). La fragilité, quant à elle, est définie comme une sensibilité concave aux facteurs de stress, et se traduit par une sensibilité négative à l'accroissement de la volatilité. La relation entre la fragilité, la convexité, et la sensibilité au désordre est mathématique, obtenue par un théorème, et non par la recherche a posteriori dans des données empiriques ou des récits historiques. Elle est un a priori. »

## Antifragile contre résilient
Dans son livre, Taleb souligne les différences qui existent entre l'antifragile et le robuste/résistant : « L'antifragilité est au-delà de la résilience et de la robustesse. Le résilient résiste aux chocs et reste le même; l'antifragile s'améliore.»

## Antifragile contre adaptatif
Un système adaptatif est un changement qui modifie son comportement en fonction des informations disponibles lorsqu'il est utilisé (plutôt que d'avoir un  comportement défini dès la conception du système). Cette caractéristique est parfois appelé cognitive. Même si les systèmes adaptatifs garantissent la robustesse dans une variété de scénarios (souvent inconnus lors de la conception du système), ils ne sont pas nécessairement antifragiles. En d'autres termes, la différence entre antifragile et adaptatif se caractérise comme suit : un système antifragile s'améliore dans un environnement instable, tandis qu'un système adaptatif est robuste dans un environnement initialement inconnu.

## Applications
Le concept a été appliqué à la physique, l'analyse des risques, la biologie moléculaire, la planification des transports, l'ingénierie, l’aéronautique (NASA), la gestion de projets et l'informatique,.
En informatique, il existe une proposition de « Manifeste du Logiciel Antifragile », pour rompre avec les modèles de conception traditionnels. L'idée majeure est de développer l'antifragilité dès la conception, de construire un système qui s'améliore à partir des facteurs présents dans son environnement.